# 위리외 매켈린

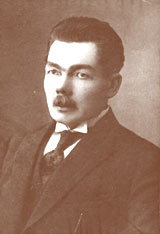

위리외 에살라스 에마누엘 매켈린(Yrjö Esalas Emanuel Mäkelin, 1875년 6월 1일-1923년 9월 18일)은 핀란드의 제화공, 언론인, 정치인이다. 1908년-1910년, 1913년-1917년 핀란드 의회 의원을 역임했다.
탐페레에서 《칸산 레흐티》("인민신문"), 헬싱키에서 《오이케우스》("정의"), 오울루에서 《칸산 타흐토》("인민의 의지") 등의 신문 주필을 지냈다.
매켈린은 1903년 포르사 보통선거권 선언문, 1905년 총파업 당시 적색선언 선언문 등 중요한 텍스트들을 저술했다. 특히 적색선언문에서 매켈린은 핀란드 원로원의 해산과 보통선거, 정치적 자유, 검열의 철폐를 주장했다. 1917년 7월 18일, 사회민주당이 다수를 차지한 의회에서 매켈린의 위원회가 초안을 잡은 법안을 통과시켜(찬성 135 대 반대 55) 최고 정치권력을 원로원에서 의회로 이동시켰다. 하지만 러시아 공화국 임시정부는 이것을 무시하고 핀란드 의회를 해산시켰다.
핀란드 내전이 발발하자 백핀란드측에 붙잡혀 사형을 선고받았으나 종신형으로 감형되었다. 1922년 대사면 때 석방되었다. 핀란드 사회민주당이 분당되었을 때 공산당 쪽에 가담했고 이 때문에 1923년 8월 다시 체포되었다. 같은 해 9월 감옥에서 자살했다.